# Derāzlū
Derāzlū (persiska: درازلو) är en ort i Iran.   Den ligger i provinsen Gilan, i den nordvästra delen av landet, 300 km nordväst om huvudstaden Teheran. Antalet invånare är 394.
Terrängen runt Derāzlū är platt åt nordost, men åt sydväst är den kuperad.  Närmaste större samhälle är Hashtpar, 5,4 km nordväst om Derāzlū. 